# Ventorrillo de la Perra

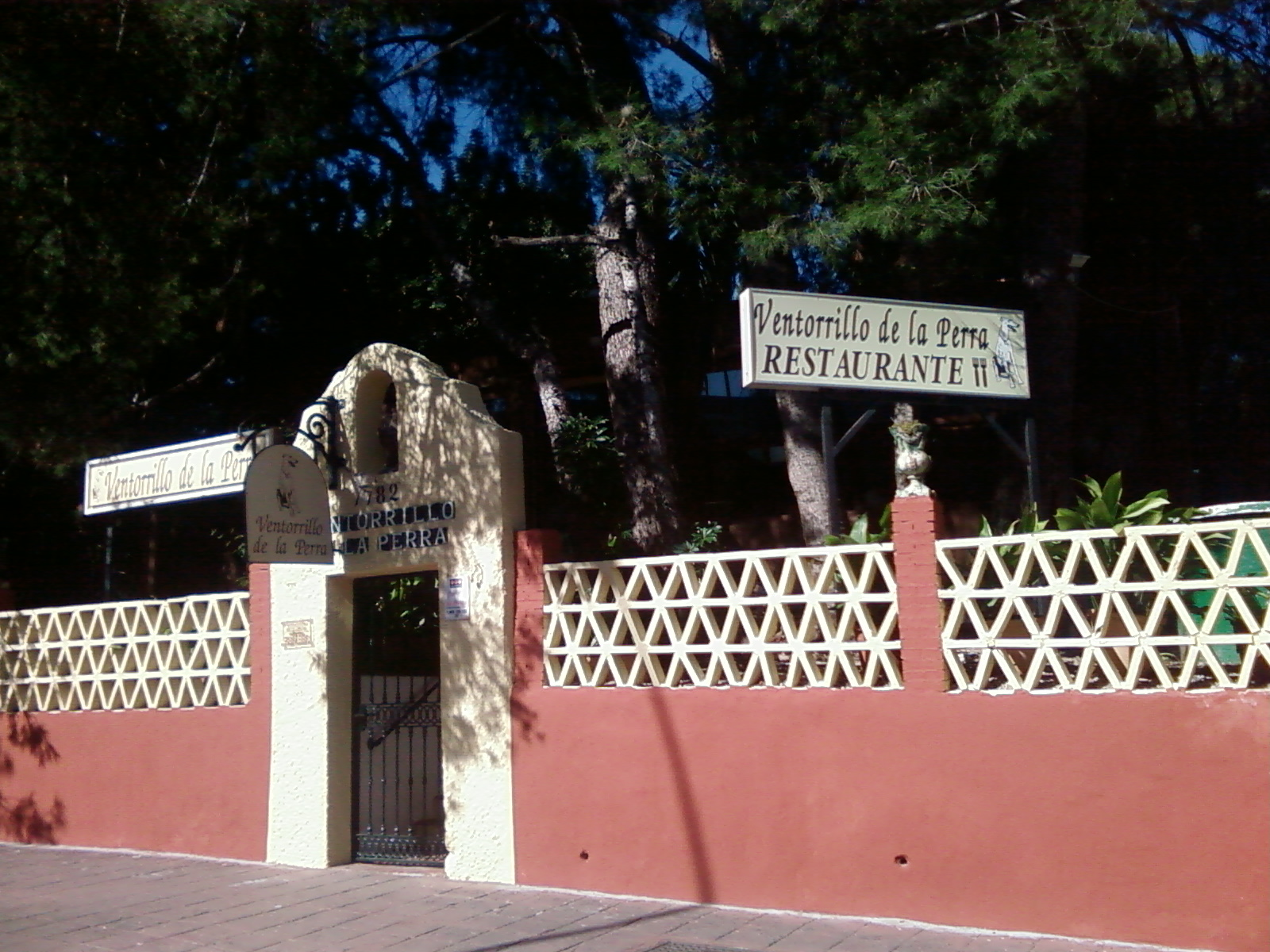
Acceso al edificio desde la Avenida de la Constitución.

El Ventorrillo de la Perra es un edificio situado en la Avenida de la Constitución de Arroyo de la Miel, Benalmádena, Málaga, España; muy cercano al arroyo que demarca el límite con el término municipal de Torremolinos.

## Historia
Desde su construcción en 1785 ha servido como venta y establecimiento de restauración y por él han pasado arrieros, acemilleros, toreros y contrabandistas, entre otros. Entonces se situaba en la carretera que conducía desde Torremolinos al Arroyo de la Miel en dirección a Benalmádena Pueblo y Mijas.

## Restauración
Fue restaurado en 1972. Su arquitectura y decoración mantiene el ambiente original (de tiempos de Carlos III) y en su carta se mantienen platos tradicionales de la cocina española basados en carnes de caza, pescados, asados castellanos o tradicional gazpachuelo malagueño.
Conserva algunas piezas de vajilla de la época de Isabel II y un mueble-platero que perteneció a dicha reina.
Cerró sus puertas en 2015.

## Nombre
Su nombre procede de una perra llamada Picarona, propiedad del Tío Cachorreras, primer propietario del establecimiento.